# Muntele Tambora
Muntele Tambora (sau Tamboro) este un stratovulcan activ (vulcan compozit), aflat pe Insula Sumbawa, Indonezia. Sumbawa este flancată atât la nord cât și la sud de scoarța oceanică, iar Tambora s-a format datorită zonei active de subducție de sub el. Acest lucru a făcut ca Muntele Tambora să ajungă la 4.300 m altitudine, astfel era unul dintre cele mai înalte vârfuri din arhipelagul indonezian. După ce o cameră magmatică mare din interiorul muntelui s-a umplut pe parcursul câtorva decenii, activitatea vulcanică a ajuns la un punct culminant în istorica erupție supercolosală din aprilie 1815.
Erupția din 1815 este evaluată la 7 pe Indexul Explozivității Vulcanice. Singura erupție de acest fel a avut loc la Lacul Taupo în cca. 180 d.Hr. Cu un volum al ejecțiilor estimat la 160 de kilometri cubi, erupția lui Tambora din 1815 a fost cea mai mare erupție vulcanică din istorie. Explozia a fost auzită de pe insula Sumatra (la peste 2.000 km distanță). Căderi de cenușă vulcanică au fost observate în Borneo, Sulawesi, Java și insulele Moluce. Cele mai multe decese din erupție au fost cauzate de foamete și de boli, deoarece erupția a ruinat productivitatea agricolă în regiunea locală. Numărul morților a fost de cel puțin 71.000 de persoane (cea mai mortală erupție din istorie), din care 11.000–12.000 au fost uciși direct de erupție; adesea citarea cifrei de 92 mii de persoane ucise se crede a fi supraestimată. Erupția a creat anomalii climatice globale, între care se numără și fenomenul cunoscut sub numele de „Iarnă vulcanică”: 1816 a devenit cunoscut ca „Anul Fără Vară”, din cauza efectului asupra vremii din America de Nord și Europa. Culturile agricole au fost distruse și efectivele de animale au murit în mare parte din emisfera nordică, în cea mai gravă foamete a secolului al XIX-lea.
În timpul unei excavări în 2004, o echipă de arheologi a descoperit rămășițe îngropate de erupția din 1815. Ele au fost păstrate intacte sub 3 m adâncime de depozite piroclastice. La situl numit „Pompeii Estului”, artefactele au fost păstrate în pozițiile pe care le ocupaseră în 1815.

## Geografia

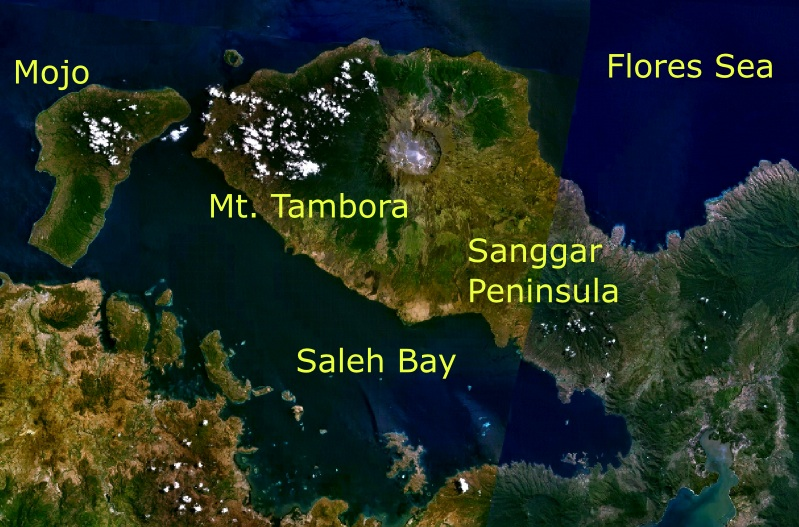
Muntele Tambora și împrejurimile sale așa cum se văd din spațiu.

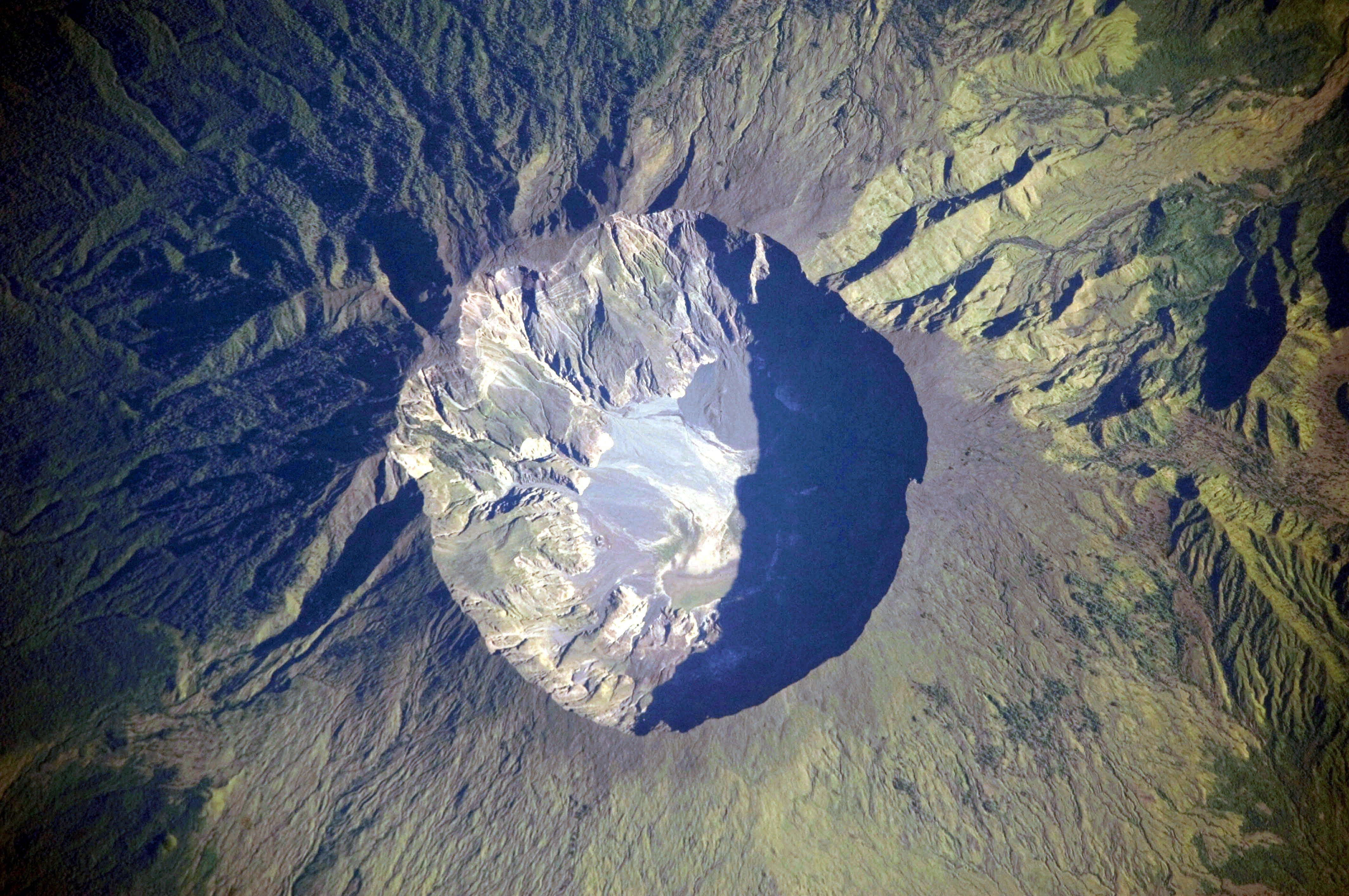
Caldera Vulcanului.

Muntele Tambora este situat pe insula Sumbawa din arhipelagul Sunda Inferioară. Acesta este un segment al „Arcului Sunda”, un șir de insule vulcanice care formează lanțul de sud al arhipelagului indonezian. Tambora formează propria peninsulă pe Sumbawa, cunoscută sub numele de Peninsula Sanggar. La nord de peninsulă se află Marea Flores, iar la sud este Golful Saleh, de 86 km lungime și 36 km lățime. La gura Golfului Saleh există un ostrov numit Moyo (indoneziană: Pulau Moyo).
Pe lângă interesul pe care-l prezintă pentru seismologi și vulcanologi, care monitorizează activitatea muntelui, Muntele Tambora este o zonă de studii științifice pentru arheologi și biologi. Muntele atrage și turiști care vin pentru drumeții și pentru activități în sălbăticie. Cele mai apropiate două orașe sunt Dompu și Bima. Există trei concentrații de sate în jurul pantelor muntelui. La est este satul Sanggar, la nord-vest sunt satele Doro Peti și Pesanggrahan, iar la vest este satul Calabai.
Există două trasee de ascensiune care duc la calderă. Primul traseu începe de la sud-estul muntelui din satul Doro Mboha. Acest traseu urmează un drum pietruit, printr-o plantație de cajou până când ajunge la 1.150 de metri deasupra nivelului mării. Sfârșitul acestui drum este partea de sud a calderei, la 1.950 metri altitudine, restul traseului fiind pe poteci. Această locație este de obicei folosită ca o tabără de bază pentru a monitoriza activitatea vulcanică, deoarece este nevoie de doar o oră pentru a ajunge la calderă. Al doilea traseu pornește de la satul Pancasila în nord-vestul muntelui. Folosind a doua cale, caldera este accesibilă numai pe jos.

## Istoria geologică

### Formare
Tambora se află la 340 km nord de sistemul Groapa Java și la 180–190 km deasupra suprafeței superioare a zonei de subducție active din nord. Insula Sumbawa este flancată atât la nord cât și la sud de scoarța oceanică. Rata de convergență este de 7,8 cm/an. Se estimează că Tambora s-a format în urmă cu 57.000 ani. Depunerile din straturile sale s-au scurs din camera magmatică mare din interiorul muntelui. Acest proces geologic, prin care Golful Saleh, prăbușit în caldera camerei cu magmă drenată, a apărut pentru prima dată ca un bazin mare, în urmă cu aproximativ 25.000 de ani, a dus și la formarea insuliței Mojo.
Potrivit unui studiu geologic, înainte de erupția din 1815, Tambora avea forma unui stratovulcan tipic, cu un con vulcanic simetric ridicat și cu un singur orificiu central. Diametrul la bază este de 60 km. Gura vulcanică centrală emite frecvent lavă, care curge pe o pantă abruptă.
De la erupția din 1815, porțiunea de mai jos conține secvențe intercalate de depozite de materiale de lavă și materiale piroclastice. Curgerile de lavă de 1–4 m grosime constituie aproximativ 40% din grosimea straturilor. Grosimea straturilor de zgură a fost produsă de fragmentarea fluxurilor de lavă. În secțiunea superioară, lava este amestecată cu zgură, tuf și curgeri piroclastice. Există cel puțin douăzeci de conuri „parazitare”. Unele dintre ele au nume: „Tahe” (877 m), „Molo” (602 m), „Kadiendinae”, „Kubah” (1.648 m) și „Doro Api Toi”. Cele mai multe dintre aceste conuri parazitare au produs lavă bazaltică.

### Istoria eruptivă
Utilizarea tehnicii de datare cu carbon radioactiv a stabilit datele a trei erupții ale vulcanului Tambora, înainte de erupția din 1815. Magnitudinea acestor erupții este necunoscută. Datele estimate sunt: anul 3910 î.Hr. ± 200 ani, 3050 î.Hr. și 740 d.Hr. ± 150 de ani. Ele au fost toate erupții explozive care au avut loc prin gura vulcanică centrală și au avut caracteristici similare, cu excepția celei mai vechi erupții care nu a avut curgeri piroclastice.
În 1812, Muntele Tambora a devenit extrem de activ, cu apogeul eruptiv în cazul catastrofal din aprilie 1815. Magnitudinea a fost de 7 pe scara Indexului Explozivității Vulcanice (VEI), cu un volum total al ejecțiilor tephra de 1,6 × 1011 metri cubi (160 kilometri cubi). A fost o explozie a gurii vulcanice centrale cu curgeri piroclastice și un colaps al calderei, cauzând valuri tsunami și pagube materiale pe arie extinsă. Acesta a avut un efect pe termen lung asupra climei globale. Această activitate a încetat la 15 iulie 1815. Următoarea activitate a fost înregistrată în august 1819, aceasta a constat într-o erupție mică (VEI = 2), cu flăcări și replici de cutremure mici, și a fost considerată ca făcând parte din erupția din 1815. În jurul anului 1880 ± 30 de ani, Tambora a intrat în erupție din nou, dar numai în interiorul calderei. Aceasta a creat debite mici de lavă și extrudări ale cupolelor de lavă. Această erupție (VEI = 2) a creat conul parazitar Doro Api Toi din interiorul calderei.
Muntele Tambora este încă activ. Minore cupole de lavă și curgeri au fost extrudate pe podeaua calderei în secolele al XIX-lea și al XX-lea. Ultima erupție a fost înregistrată în 1967. Cu toate acestea, ea a fost foarte mică și non-explozivă (VEI = 0).

## Erupția din 1815

### Cronologia erupției

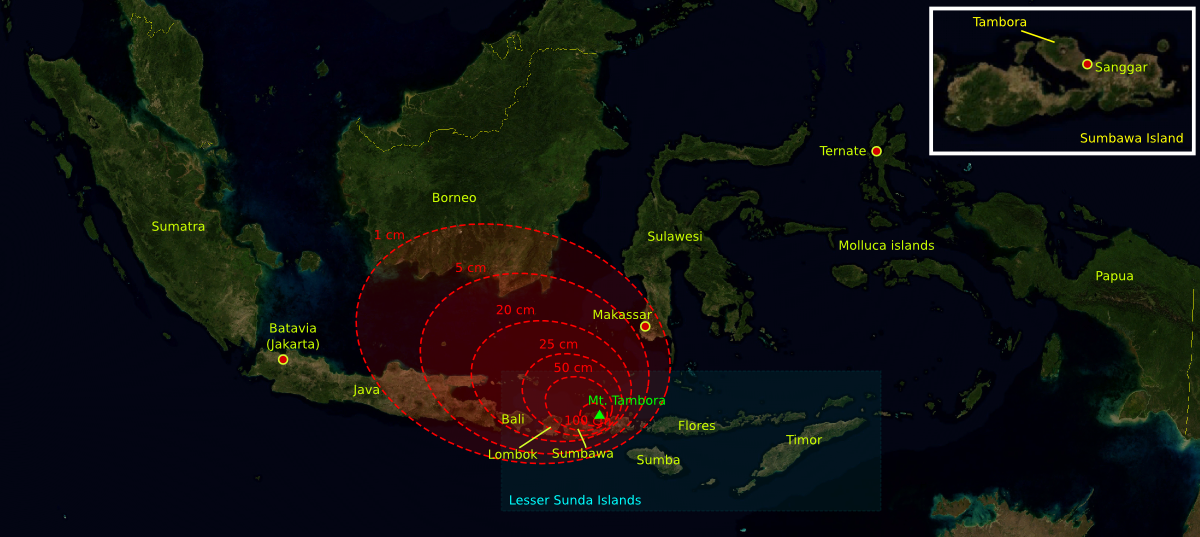
Estimare a căderilor de cenușă vulcanică din timpul erupției din 1815. Zonele roșii arată grosimea cenușii vulcanice. Regiunile ultraperiferice (1 cm grosime) au ajuns la Borneo și Insulele Sulawesi.

Muntele Tambora a trecut prin mai multe secole de hibernare inactivă înainte de 1815, ca urmare a răcirii treptate a magmei hidrice care se găsește într-o cameră magmatică închisă. În interiorul camerei, la adâncimi cuprinse între 1,5–4,5 km, exsoluția magmei lichide de înaltă presiune se formează în timpul de răcire și cristalizare al magmei. O suprapresiune a camerei de aproximativ 4–5 kbar a fost generată, iar temperatura a variat de la 700 la 850 °C.
În 1812, caldera a început să se cutremure și a generat un nor întunecat. La data de 5 aprilie 1815, a avut loc o erupție de dimensiuni moderate, urmată de zgomote asemănătoare tunetelor, auzite în Makassar pe Sulawesi (la 380 km), Batavia (acum Jakarta) pe Java (la 1.260 km), și pe Ternate din Insulele Moluce (la 1.400 km). În dimineața zilei de 6 aprilie, cenușa vulcanică a început să cadă în Java de Est, „tunetele” făcându-se auzite până la 10 aprilie. Prima bubuitură, care a fost confundată cu sunetul unui foc de armă, a fost auzită pe 10 aprilie de pe insula Sumatra (la mai mult de 2.600 de km depărtare).
În jurul orelor 19, pe 10 aprilie, erupțiile s-au intensificat. Trei coloane de foc s-au ridicat și au fuzionat. Tot muntele a fost transformat într-o masă de curgere a „focului lichid”. Pietre ponce de până la 20 cm în diametru au început să cadă pe jos la aproximativ 8 p.m., acest fenomen a fost urmat de cenușă în jurul orelor 9–10 p.m.. Torente piroclastice fierbinți curgeau de pe munte până la mare pe toate laturile peninsulei, distrugând satul Tambora. Explozii puternice s-au auzit până în seara următoare, pe 11 aprilie. Vălul de cenușă s-a răspândit până în vestul Java și Sulawesi de Sud. În Batavia s-a simțit un miros „azotos” și a căzut o ploaie torențială cu fragmente vulcanice, care în cele din urmă a scăzut în intensitate între 11 și 17 aprilie, după care a încetat.
Explozia este estimată a fi fost la 7 pe scara Indexului Explozivității Vulcanice. Ea a avut aproximativ de patru ori energia erupției din 1883 a vulcanului Krakatau, în sensul că a fost echivalent cu o explozie de 800 milioane de tone. O cantitate de 160 de kilometri cubi de trahiandezite (roci vulcanice) piroclastice a fost eliminată, cu o greutate de aproximativ 1,4 × 1014 kg (vezi mai jos). Acest lucru a lăsat o calderă de 6–7 km și peste 600–700 m adâncime. Densitatea de cenușă căzută în Makassar a fost 636 kg/m². Înainte de explozie, Muntele Tambora a fost de aproximativ 4.300 de metri înălțime, unul dintre cele mai înalte vârfuri din arhipelagul indonezian. După explozie, el măsoară acum numai 2.851 de metri.
Erupția lui Tambora din 1815 este cea mai mare erupție observată în istorie (a se vedea tabelul I, pentru comparație). Explozia a fost auzită la 2600 km depărtare, și cenușa a căzut la cel puțin 1.300 km distanță. La peste 600 km de vârful muntelui, lumina Soarelui nu s-a mai văzut timp de aproximativ două zile. Torentele piroclastice s-au răspândit cel puțin 20 km de la vârful muntelui.

### Urmări
Toată vegetația de pe insulă a fost distrusă. Copaci dezrădăcinați, amestecați cu cenușă și piatră ponce, pluteau în mare și formau plute de până la 5 km lungime. O plută de piatră ponce a fost găsită în Oceanul Indian, în apropiere de Calcutta la 1 și 3 octombrie 1815. Nori groși de cenușă acopereau încă vârful la 23 aprilie. Exploziile au încetat la 15 iulie, deși emisiile de fum au fost încă observate până în 23 august. Flăcări și replici însoțite de uruituri au fost consemnate în august 1819, la patru ani după eveniment.
Mai multe insule din arhipelagul indonezian au fost lovite de un tsunami moderat la 10 aprilie, valul având o înălțime de până la 4 metri, ajungând în Sanggar în jurul orei 10 p.m. Un tsunami de 1–2 m înălțime a fost consemnat în Besuki, Java de Est, înainte de miezul nopții, și unul de 2 metri în înălțime în Insulele Moluce. Totalul morților a fost estimat la aproximativ 4.600.
Coloana de erupție a ajuns în stratosferă, la o altitudine de mai mult de 43 km. Particulele mai grosiere de cenușă au căzut 1–2 săptămâni după erupție, dar particulele fine de cenușă au rămas în atmosferă de la câteva luni până la câțiva ani la o altitudine de 10–30 km. Vânturile longitudinale au răspândit aceste particule fine pe glob, creând fenomene optice. Apusuri de soare și amurguri prelungite strălucit colorate au fost frecvent observate la Londra, Anglia între 28 iunie și 2 iulie 1815 și între 3 septembrie și 7 octombrie 1815. Strălucirea cerului la amurg părea de obicei portocalie sau roșie aproape de orizont și violet sau roz mai sus.
Numărul estimat de decese variază în funcție de sursă. Zollinger (1855) pune numărul de decese directe la 10.000, probabil cauzate de curgeri piroclastice. Pe insula Sumbawa, au existat 38 de mii de decese din cauza foametei și alte 10.000 de decese survenite din cauza bolilor și a foametei pe Insula Lombok. Petroeschevsky (1949) a estimat numărul oamenilor uciși la aproximativ 48.000 pe Sumbawa și 44.000 pe Lombok. Mai mulți autori utilizează cifrele estimate de Petroeschevsky, cum ar fi Stothers (1984), care citează 88.000 de decese în total. Cu toate acestea, Tanguy et al. (1998) a susținut că cifrele lui Petroeschevsky sunt neîntemeiate și se bazează pe referințe nedetectabile. Tanguy a revizuit numărul exclusiv pe baza a două surse credibile, Zollinger, care a petrecut mai multe luni pe Sumbawa după erupție, și notele lui Raffles. Tanguy a subliniat că nu puteau să fi fost victime suplimentare, cu privire la Bali și Java de Est, din cauza foametei și a bolilor. Estimarea lor a fost de 11.000 de decese cauzate de efectele directe vulcanice și 49.000 din cauza foametei post-erupție și a bolilor epidemice. Oppenheimer (2003), a declarat un număr modificat de cel puțin 71.000 de decese în total, așa cum se vede în Tabelul I de mai jos.
| Erupții                                                                        | An   | Înălțimea coloanei (km) | Indexul Explozivității Vulcanice | Emisfera Nordică Anomalie vară (°C) | Decese       |
| ------------------------------------------------------------------------------ | ---- | ----------------------- | -------------------------------- | ----------------------------------- | ------------ |
| Vezuviu                                                                        | 79   | 30                      | 5                                | ?                                   | >2.000       |
| Hatepe                                                                         | 186  | 51                      | 7                                | ?                                   | ?            |
| Paektusan                                                                      | 969  | 25                      | 6–7                              | ?                                   | ?            |
| Kuwae                                                                          | 1452 | ?                       | 6                                | −0,5                                | ?            |
| Huaynaputina                                                                   | 1600 | 46                      | 6                                | −0,8                                | ≈1.400       |
| Tambora                                                                        | 1815 | 43                      | 7                                | −0,5                                | > 71.000     |
| Krakatau                                                                       | 1883 | 25                      | 6                                | −0,3                                | 36.600       |
| Santa María                                                                    | 1902 | 34                      | 6                                | nicio anomalie                      | 7.000–13.000 |
| Katmai                                                                         | 1912 | 32                      | 6                                | −0,4                                | 2            |
| Mount Saint Helens                                                             | 1980 | 19                      | 5                                | nicio anomalie                      | 57           |
| El Chichón                                                                     | 1982 | 32                      | 4–5                              | ?                                   | > 2.000      |
| Nevado del Ruiz                                                                | 1985 | 27                      | 3                                | nicio anomalie                      | 23.000       |
| Pinatubo                                                                       | 1991 | 34                      | 6                                | −0,5                                | 1.202        |
| Sursa: Oppenheimer (2003), și Smithsonian Global Volcanism Program pentru VEI. |      |                         |                                  |                                     |              |

### Efecte globale

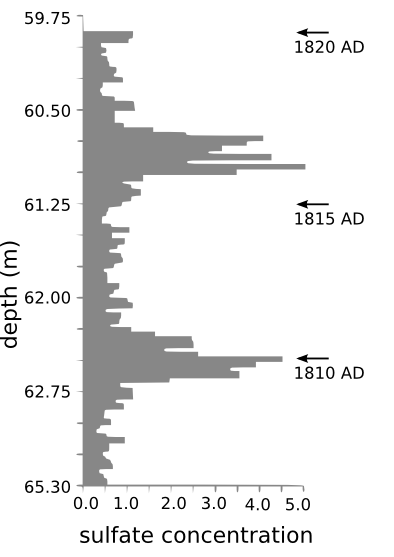
Concentrația de sulfat în miezul de gheață din Groenlanda Centrală, datat prin numărarea variațiilor sezoniere ale izotopului de oxigen. Există o erupție necunoscută în jurul anului 1810. Sursa: Dai (1991).

Erupția din 1815 a eliberat sulf în stratosferă, cauzând o anomalie climatică globală. Masa de sulf ejectată în timpul erupției s-a estimat prin diverse metode: prin metoda petrologică; printr-o măsurare optică a adâncimii bazată pe observații anatomice; și prin metoda determinării concentrației de sulfat din gheața din regiunile polare, folosind miezuri din Groenlanda și Antarctida. Cifrele variază în funcție de metodă, variind de la 10 la 120 milioane de tone de S.
În primăvara și vara anului 1816, o „ceață uscată” persistentă a fost observată în nord-estul Statelor Unite. Ceața a înroșit și estompat lumina soarelui, astfel încât petele solare au fost vizibile cu ochiul liber. Nici vântul, nici precipitațiile nu au dispersat „ceața”. Aceasta a fost identificată ca un văl stratosferic de aerosoli de sulfat. În vara anului 1816, țările din emisfera nordică au suferit condiții meteorologice extreme, acest an a fost numit anul fără vară. Temperaturile medii globale au scăzut cu 0,4–0,7 °C, suficient pentru a cauza probleme agricole semnificative pe glob. La 4 iunie 1816, au fost consemnate înghețuri în Connecticut, și până în ziua următoare, mare parte din Noua Anglie a fost cuprinsă de un front rece. La data de 6 iunie 1816, a nins în Albany, New York și în Dennysville, Maine. Aceste fenomene au avut loc timp de cel puțin trei luni și au distrus majoritatea culturilor agricole din America de Nord. Canada a suferit un frig extrem în timpul verii. În apropiere de orașul Quebec, din 6 până pe 10 iunie 1816, s-au acumulat 30 cm de zăpadă.
1816 a fost al doilea an rece din istorie în emisfera nordică, din 1400 încoace, după 1601, în urma erupției din 1600 a vulcanului Huaynaputina în Peru. Deceniul anilor 1810 este cel mai rece deceniu înregistrat, acest rezultat este din cauza erupției lui Tambora din 1815 și altor erupții suspectate a fi avut loc undeva între 1809 și 1810 (a se vedea datele din figura concentrației de sulfat din miezuri de gheață). Anomalii ale temperaturii suprafeței în timpul verilor anilor 1816, 1817 și 1818 au fost de −0,51, −0,44 și −0,29 °C. Pe lângă o vară rece, părți din Europa au cunoscut o iarnă grea.
Acest model de anomalie climatică a fost considerat a fi o cauză a puternicei epidemii de tifos din sud-estul Europei și estul Mediteranei între 1816 și 1819. Multe animale au murit în Noua Anglie în timpul iernii din 1816–1817. Temperaturile scăzute și ploile abundente au dus la distrugerea recoltelor din Regatul Unit al Marii Britanii și al Irlandei. Familiile în Țara Galilor au călătorit pe distanțe lungi ca refugiați, și au cerșit pentru alimente. Foametea a fost răspândită în nordul și sud-vestul Irlandei, după eșecul recoltelor de grâu, ovăz și cartofi. Criza a fost severă în Germania, unde prețurile la alimente au crescut brusc. Din cauză că sursa acestor probleme era necunoscută, au avut loc demonstrații în fața piețelor de cereale și de panificație, urmate de revolte, incendieri și jafuri, asemenea manifestări având loc în multe orașe europene. Aceasta a fost cea mai severă foamete a secolului al XIX-lea.

## Munca arheologică
A se vedea Tambora (cultura pierdută) pentru mai multe detalii despre lucrările din 2004 privind explorarea satelor și oamenilor care au dispărut la momentul erupției majore.
Tambora este un sat pierdut și o cultură pierdută pe insula Sumbawa, din Indonezia. El a fost îngropat de cenușă și curgerile masive piroclastice din erupția din 1815 a Muntelui Tambora.

## Ecosistemul
O echipă științifică condusă de un botanist elvețian, Heinrich Zollinger, a ajuns pe Sumbawa în 1847. Misiunea lui Zollinger a fost aceea de a studia erupția și efectele sale asupra ecosistemului local. El a fost prima persoană care a urcat pe pisc după erupție, pe când acesta din urmă era încă acoperit de fum. Când Zollinger urca, picioarele sale s-au scufundat de mai multe ori printr-o crustă superficială subțire formată dintr-un strat cald de praf similar sulfului. O parte din vegetație s-a reinstalat și câțiva copaci au fost observați pe versantul inferior. O pădure de casuarina a fost observată la 2.200–2.550 m. Mai multe pajiști de imperata cylindrica au fost găsite.
Repopularea muntelui a început în 1907. O plantație de cafea a fost înființată în 1930 pe panta de nord-vest a muntelui, în satul Pekat. O pădure de selvă densă, dominată de copaci pionieri, duabanga moluccana, a crescut la o altitudine de 1.000–2.800 m. Ea acoperă o suprafață de până la 80.000 de hectare (800 km²). Pădurea tropicală a fost explorată de către o echipă olandeză, condusă de Koster și de Voogd în 1933. Pe cont propriu, ei și-au început călătoria într-o țară destul de aridă, uscată și fierbinte, iar apoi au intrat într-o junglă puternică cu giganți ai pădurii imenși și maiestoși. La 1.100 de metri, au intrat într-o pădure montană. Mai sus de 1.800 de metri, au găsit dodonaea viscose dominată de copaci casuarina. Pe pisc au găsit vegetație rarefiată, formată din anaphalis viscida și wahlenbergia.
În 1896, au fost găsite 56 de specii de păsări, inclusiv „Lophozosterops dohertyi” (o specie endemică din Indonezia). Douăsprezece alte specii au fost găsite în 1981. Au urmat mai multe alte studii zoologice, și au fost găsite alte specii de păsări de munte, totalizând peste 90 de specii de păsări descoperite pe muntele Tambora. Multe păsări sunt vânate de localnici pentru comerțul cu păsări de colivie. Pasărea „Megapodius reinwardt” este vânată pentru produsele alimentare. Această exploatare a păsărilor a dus la o scădere a populației de păsări. „Cockatoo” cu creasta galbenă se apropie de dispariție pe insula Sumbawa.
Din 1972, în zonă operează o societate comercială forestieră, aceasta reprezintă o amenințare mare pentru pădurea tropicală. Compania forestieră deține o concesiune de tăiere a cherestelei pentru o suprafață de 20.000 de hectare (200 km²), sau 25% din suprafața totală. O altă parte din pădurea tropicală este folosită ca teren de vânătoare. Între zona de vânătoare și cea de exploatare forestieră, există o rezervație a faunei sălbatice unde pot fi găsite căprioare, bivoli de apă, porci mistreți, lilieci, vulpi zburătoare și diferite specii de reptile.

## Monitorizare

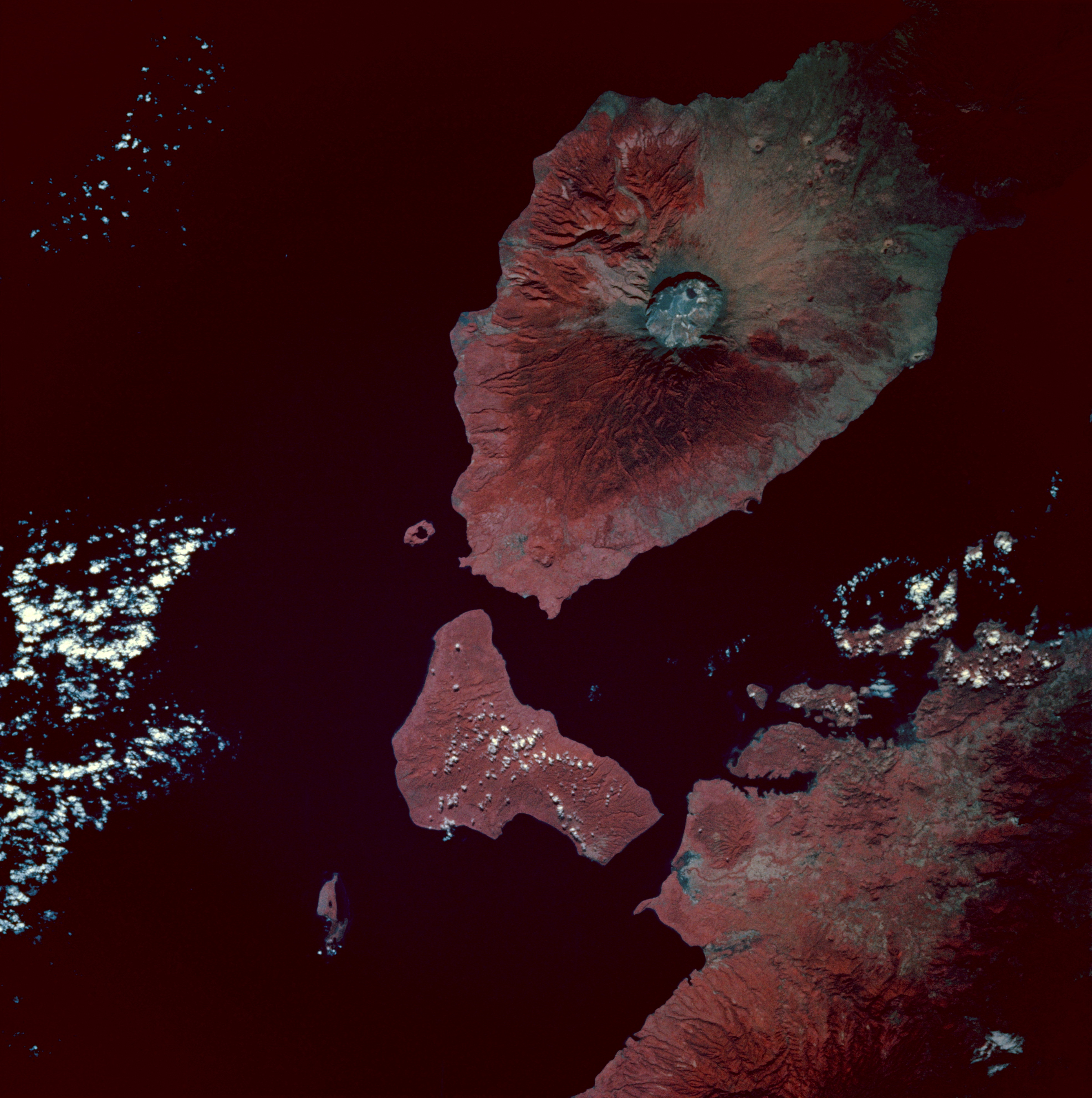
Imagine în infraroșu a Muntelui Tambora

Populația Indoneziei a fost în creștere rapidă, de la erupția din 1815. Începând cu anul 2006, populația din Indonezia a ajuns la 222 milioane de oameni, din care 130 milioane sunt concentrate pe insula Java. O erupție vulcanică la fel de mare ca cea din 1815 ar cauza pagube catastrofale cu mult mai multe victime. Prin urmare, activitatea vulcanică în Indonezia, inclusiv cea de la Muntele Tambora, este monitorizată permanent. Activitatea seismică în Indonezia este monitorizată de către „Direcția Diminuării Riscurilor Vulcanologice și Geologice”, Indonezia. Postul de monitorizare pentru Muntele Tambora este situat în satul „Doro Peti”. Oamenii de știință de la acest post se concentrează asupra activităților seismice și tectonice prin utilizarea unui seismograf. De la erupția din 1880, nu a existat nicio creștere semnificativă în activitatea seismică. Cu toate acestea, monitorizarea este continuu efectuată în interiorul calderei, mai ales în jurul conului parazitar Doro Api Toi.
Directoratul a definit o hartă de diminuare a riscurilor pentru Muntele Tambora. Au fost declarate două zone: zonă periculoasă și zonă de prudență. Zona periculoasă va fi direct afectată de o erupție: flux piroclastic, flux de lavă și alte căderi piroclastice. Această zonă, inclusiv caldera și împrejurimile sale, acoperă până la 58,7 de kilometri pătrați. Locuirea în zona periculoasă este interzisă. Zona de prudență cuprinde zone care ar putea fi indirect afectate de o eruptie: curgeri lahar și alte pietre ponce. Mărimea zonei de precauție este de 185 kilometri pătrați, și include satele Pasanggrahan, Doro Peti, Rao, Labuan Kenanga, Gubu Ponda, Kawindana Toi și Hoddo. Un râu, numit Guwu, aflat în partea de sud și de nord-vest a muntelui, este, de asemenea, inclus în zona de prudență.